# Adorador 2 - Além da Canção
Adorador 2 – Além da Canção é o segundo álbum de estúdio da cantora Fabiana Anastácio, lançado em 2015, pela gravadora Todah Music, com produção musical de Alessandro Porfírio. O disco reúne 12 faixas regravadas. As canções "Adorarei" e "Quem Me Vê Cantando", são as de destaques do álbum.

## Faixas
1. Aula de Adoração
2. Adorarei
3. Fé e Obediência
4. Lugar de Intimidade
5. Jesus Chegou
6. Além dos Limites Humanos
7. Quem Me Vê Cantando
8. A Última Palavra
9. Além da Canção
10. Como Ele Venceu
11. Perdoa Pai
12. É Tudo Dele